# Azophi (månekrater)
Azophi er et nedslagskrater på Månen. Det befinder sig i det forrevne sydligt-centrale højland på Månens forside og er opkaldt efter den persiske astronom al-Sufi (903-986).
Navnet blev officielt tildelt af den Internationale Astronomiske Union (IAU) i 1935.

## Omgivelser
Azophis nordvestlige rand er forbundet med det lidt mindre Abenezrakrater. Mod øst-sydøst ligger det store Sacroboscokrater.

## Karakteristika
Den brede, ydre rand af Azophi har en noget polygonal form med afrundede hjørner. Kanten er forholdsvis skarp og kløftlignende. Randen er ikke i nogen betydelig grad nedslidt eller ramt af nedslag, bortset fra "Azophi C", som ligger på den indre, nordøstlige væg. Kraterbunden mangler en central top og udviser kun få og ganske små kratere.

## Satellitkratere
De kratere, som kaldes satellitter, er små kratere beliggende i eller nær hovedkrateret. Deres dannelse er sædvanligvis sket uafhængigt af dette, men de får samme navn som hovedkrateret med tilføjelse af et stort bogstav. På kort over Månen er det en konvention at identificere dem ved at placere dette bogstav på den side af satellitkraterets midte, som ligger nærmest hovedkrateret. Azophikrateret har følgende satellitkratere:
| Azophi | Længde  | Bredde  | Diameter |
| ------ | ------- | ------- | -------- |
| A      | 24,4° S | 11,2° Ø | 29 km    |
| B      | 23,6° S | 10,6° Ø | 19 km    |
| C      | 21,8° S | 13,1° Ø | 5 km     |
| D      | 24,3° S | 13,4° Ø | 9 km     |
| E      | 23,5° S | 13,8° Ø | 5 km     |
| F      | 22,2° S | 13,9° Ø | 6 km     |
| G      | 23,9° S | 12,3° Ø | 53 km    |
| H      | 25,5° S | 11,8° Ø | 21 km    |
| J      | 21,2° S | 13,1° Ø | 8 km     |

## Måneatlas
- Billeder af Azophikrateret i LPI-måneatlasset